# Élections législatives de 1962 dans la Vienne
Les élections législatives françaises de 1962 se déroulent les 18 et 25 novembre 1962. Dans le département de la Vienne, trois députés sont à élire dans le cadre de trois circonscriptions.

## Élus
| Circonscription | Député sortant | Parti | Parti | Député élu ou réélu | Parti | Parti   |
| --------------- | -------------- | ----- | ----- | ------------------- | ----- | ------- |
| 1re             | Paul Guillon   |       | CRR   | Paul Guillon        |       | UNR-UDT |
| 2e              | Ernest Bouchet |       | UNR   | Pierre Abelin       |       | MRP     |
| 3e              | Claude Peyret  |       | UNR   | Claude Peyret       |       | UNR-UDT |

## Résultats

### Résultats à l'échelle du département
| Parti          | Parti                                          | Premier tour | Premier tour | Second tour | Second tour | Sièges |
| Parti          | Parti                                          | Voix         | %            | Voix        | %           | Sièges |
| -------------- | ---------------------------------------------- | ------------ | ------------ | ----------- | ----------- | ------ |
|                | Union pour la nouvelle République (UDT)        | 51 681       | 40,34        | 39 687      | 45,47       | 2      |
|                | Modérés                                        | 4 424        | 3,45         |             |             | 0      |
|                | Majorité présidentielle                        | 56 105       | 43,79        | 39 687      | 45,47       | 2      |
|                |                                                |              |              |             |             |        |
|                | Mouvement républicain populaire                | 32 525       | 25,39        | 22 873      | 26,21       | 1      |
|                | Centre démocratique                            | 32 525       | 25,39        | 22 873      | 26,21       | 1      |
|                |                                                |              |              |             |             |        |
|                | Parti communiste français                      | 25 216       | 19,68        | 24 723      | 28,33       | 0      |
|                | Radicaux centristes                            | 9 481        | 7,40         | Retrait     | Retrait     | 0      |
|                | Section française de l'Internationale ouvrière | 4 798        | 3,74         |             |             | 0      |
|                |                                                |              |              |             |             |        |
| Inscrits       | Inscrits                                       | 205 361      | 100,00       | 134 251     | 100,00      | 3      |
| Abstentions    | Abstentions                                    | 72 336       | 35,22        | 42 818      | 31,89       |        |
| Votants        | Votants                                        | 133 025      | 64,78        | 91 433      | 68,11       |        |
| Blancs et nuls | Blancs et nuls                                 | 4 900        | 3,68         | 4 150       | 4,54        |        |
| Exprimés       | Exprimés                                       | 128 125      | 96,32        | 87 283      | 95,46       |        |

### Résultats par circonscription

#### Première circonscription (Poitiers)
|                | Paul Guillon sortant réélu | UNR-UDT        | 22 631 | 50,83  |  |  |  |
|                | Alphonse Bouloux           | PCF            | 9 210  | 20,69  |  |  |  |
|                | Benoît Jeanneau            | MRP            | 4 919  | 11,05  |  |  |  |
|                | Gérard Defrétière          | Modérés        | 4 424  | 9,94   |  |  |  |
|                | Henri Huyard               | SFIO           | 3 337  | 7,5    |  |  |  |
|                |                            |                |        |        |  |  |  |
| Inscrits       | Inscrits                   | Inscrits       | 71 666 | 100,00 |  |  |  |
| Abstentions    | Abstentions                | Abstentions    | 25 497 | 35,58  |  |  |  |
| Votants        | Votants                    | Votants        | 46 169 | 64,42  |  |  |  |
| Blancs et nuls | Blancs et nuls             | Blancs et nuls | 1 648  | 3,57   |  |  |  |
| Exprimés       | Exprimés                   | Exprimés       | 44 521 | 96,43  |  |  |  |

#### Deuxième circonscription (Châtellerault)
| Candidat       | Candidat               | Parti          | Premier tour | Premier tour | Second tour | Second tour |  |
| Candidat       | Candidat               | Parti          | Voix         | %            | Voix        | %           |  |
| -------------- | ---------------------- | -------------- | ------------ | ------------ | ----------- | ----------- |  |
|                | Pierre Abelin élu      | MRP            | 17 908       | 46,44        | 22 873      | 54,73       |  |
|                | Ernest Bouchet sortant | UNR-UDT        | 9 617        | 24,94        | 10 877      | 26,02       |  |
|                | Paul Jamain            | PCF            | 6 069        | 15,74        | 8 046       | 19,25       |  |
|                | Pierre Marie           | Radcent        | 3 507        | 9,09         | Retrait     | Retrait     |  |
|                | Jean-Paul Vergnaud     | SFIO           | 1 461        | 3,79         |             |             |  |
|                |                        |                |              |              |             |             |  |
| Inscrits       | Inscrits               | Inscrits       | 62 148       | 100,00       | 62 620      | 100,00      |  |
| Abstentions    | Abstentions            | Abstentions    | 22 353       | 35,97        | 19 691      | 31,45       |  |
| Votants        | Votants                | Votants        | 39 795       | 64,03        | 42 929      | 68,55       |  |
| Blancs et nuls | Blancs et nuls         | Blancs et nuls | 1 233        | 3,1          | 1 133       | 2,64        |  |
| Exprimés       | Exprimés               | Exprimés       | 38 562       | 96,9         | 41 796      | 97,36       |  |

#### Troisième circonscription (Montmorillon)
| Candidat       | Candidat                    | Parti          | Premier tour | Premier tour | Second tour | Second tour |  |
| Candidat       | Candidat                    | Parti          | Voix         | %            | Voix        | %           |  |
| -------------- | --------------------------- | -------------- | ------------ | ------------ | ----------- | ----------- |  |
|                | Claude Peyret sortant réélu | UNR-UDT        | 19 433       | 43,14        | 28 810      | 63,34       |  |
|                | André Rideau                | PCF            | 9 937        | 22,06        | 16 677      | 36,66       |  |
|                | Fernand Chaussebourg        | MRP            | 9 698        | 21,53        | Retrait     | Retrait     |  |
|                | Paul Anxionnaz              | Rad            | 5 974        | 13,26        | Retrait     | Retrait     |  |
|                |                             |                |              |              |             |             |  |
| Inscrits       | Inscrits                    | Inscrits       | 71 547       | 100,00       | 71 631      | 100,00      |  |
| Abstentions    | Abstentions                 | Abstentions    | 24 486       | 34,22        | 23 127      | 32,29       |  |
| Votants        | Votants                     | Votants        | 47 061       | 65,78        | 48 504      | 67,71       |  |
| Blancs et nuls | Blancs et nuls              | Blancs et nuls | 2 019        | 4,29         | 3 017       | 6,22        |  |
| Exprimés       | Exprimés                    | Exprimés       | 45 042       | 95,71        | 45 487      | 93,78       |  |